# 양순 연구개음
양순 연구개음(Labial–velar consonant)은 양순음과 연구개음이 결합한 자음을 말한다. [k͡p]와 같이 연구개와 입술에서 이중으로 연결된다. 정지 자음 [kʷ] 및 근사음 [w]와 같이 순순 연구개를 나타낼 수도 있는 용어이다.
전 세계적으로 이러한 유형의 자음은 매우 희귀하며 서부 및 중앙 아프리카, 동부 뉴기니 및 북부 바누아투의 두 지역에만 존재한다.

## 같이 보기
- 조음 위치